# Тіт Клавдій Марк Аврелій Аристобул
Тіт Клавдій Марк Аврелій Аристобул (лат. Titus Claudius Aurelius Aristobulus; ? — після 296) — державний та військовий діяч Римської імперії, консул у 285 році.

## Життєпис
Про його родину немає відомостей. Службу свою розпочав за імператора Тацита або Авреліана. Успішно служив імператорам Пробу та Кару. У 282 році за імператора Карина став префектом преторія.
У 285 році призначений консулом разом з імператором Карином. Брав участь у битві при річці Марґус, де зрадив Карина й перейшов на бік Діоклетіана. Завдяки цього останній здобув перемогу. За це Аристобул залишився на посаді консула.
У 290 році його призначено проконсулом до провінції Африка, де перебував до 294 року. У 295—296 роках був префектом Риму. Про подальшу долю немає відомостей.